# Kremineanski Hutorî, Horodok
Kremineanski Hutorî (în ucraineană Кремінянські Хутори) este un sat în comuna Kreminna din raionul Horodok, regiunea Hmelnîțkîi, Ucraina.

## Demografie
Componența lingvistică a localității Kremineanski Hutorî
     Ucraineană (100%)
Conform recensământului din 2001, toată populația localității Kremineanski Hutorî era vorbitoare de ucraineană (100%).